# Guido Debernardi
Guido Debernardi (Turín, Provincia de Turín, Italia, 6 de enero de 1894-Turín, Provincia de Turín, Italia, 2 de febrero de 1963) fue un futbolista italiano. Se desempeñaba en la posición de delantero. Su hermano mayor Enrico también fue futbolista.

## Clubes
| Club           | País   | Año         |
| -------------- | ------ | ----------- |
| Torino F. C.   | Italia | 1910 - 1915 |
| Torino F. C.   | Italia | 1919 - 1920 |
| Juventus F. C. | Italia | 1920 - 1922 |